# MobyGames
MobyGames — вебсайт, присвячений каталогізації відеоігор, як минулого, так і сьогодення. Сайт містить велику базу даних відеоігор з інформацією про їхніх авторів, прийом, обкладинки і скриншоти. Мета вебсайту — створювати якісні питання і відповіді (FAQ): «Щоб ретельно каталогізувати всю необхідну інформацію про відеоігри (консольні та інші), а потім запропонувати її у вигляді якісних FAQ». На 2008 рік сайт містив інформацію про більш ніж 85 ігрових платформ (консолі, ПК і КПК, мобільні телефони) і більш, ніж 24 000 ігрор.

## Опис
На MobyGames інформація про всі ігри знаходиться в реляційній базі даних, що дозволяє користувачеві отримати потрібну йому інформацію різними шляхами. Крім інформації про ігри, в базу даних входить інформація про розробників ігор, видавців. Крім того, вся інформація класифікується за часом, виробникам та платформою.
Ще однією особливістю бази даних MobyGames є угруповання ігор за серіями. Наприклад, всі ігри з серії Ultima включені в одну групу. Побічно пов'язані ігри також згруповані разом, починаючи від угруповання ігор, подібних Тетрісу, і закінчуючи іграми, випущеними за ліцензіями (наприклад, ліцензії на Сімпсони).
Крім того, всі версії гри, призначені для випуску на різних ігрових платформах, також групуються. Ігри розділені за їхніми геймплейними подібностями. Тому, якщо дві гри мають однакову назву і / або ігрову ліцензію, але відмінний геймплей, то вони не потраплять в одну категорію. Саме тому такі ігри, як ігри серії Tom Clancy's Splinter Cell, які були випущені для платформ Xbox, PlayStation 2, Gamecube і ПК (Windows), не перебувають в одній категорії з іграми серії Splinter Cell, які були випущені для платформ Game Boy Advance і N-Gage, — у них повністю різний геймплей.
Інформаційне наповнення (контент) на сайт MobyGames додається на добровільній основі. Ідея схожа на Вікіпедію (майже будь-хто може завантажити на сайт свою інформацію) хоча і не ідентична. Анонімні користувачі не можуть додавати інформацію, кожна дія зареєстрованого користувача залишається в так званій «Історії» для аудиту (англ. auditing). До того ж, вся інформація, представлена на MobyGames, індивідуально верифікується користувачами, тобто, перш ніж вона потрапляє до бази даних, багато разів перевіряється. Облікові записи користувачів є безкоштовними і вимагають тільки дійсної адреси електронної пошти.
На MobyGames наявний список людей, пов'язаних з розробкою ігор: ігрові програмісти, дизайнери (геймдизайнери), художники. Цей список формується на основі інформації, зібраної з новин про ігри, їхні рецензії і так далі. Деякі розробники ігор «rap sheets» (як називає їх MobyGames) мають біографічні дані, аналогічно тому, як IMDb має дані про кіноакторів і творців фільмів.
Кожна сторінка гри може містити рецензії, вільну інформацію з гри, оцінку гри, скріншоти (правила, що регламентують завантаження скріншотів, досить суворі і зобов'язують дотримуватися максимальної якості), відгуки (необмежена кількість), технічні специфікації до ігор, різні дрібниці, поради, великодки, чіти, рекламу продукту та посилання для покупки або продажі гри. MobyGames не надає будь-яких файлів ігор, демоверсій, патчів, оскільки засновники сайту вважають, що найкраще представити цю роль розробникам ігор. На сайті також немає новин про ігри та ігрову індустрію, позаяк, як вважають творці сайту, для цього є безліч інших сайтів. Однією з особливостей зареєстрованого користувача на MobyGames є можливість оцінювати ігри в базі даних MobyGames. Ігри, що мають вищі оцінки, згодом позначаються і виділяються в відсортованих за жанрами, роками і так далі за списками. Існує також список під назвою «25 найкращих ігор всіх часів».

## Концепція та цілі
Основна мета MobyGames полягає в тому, щоб ретельно каталогізувати всю інформацію про відеоігри. На MobyGames є можливість додавання користувачами інформації для того, щоб інформація була максимально змістовною і точною з всіх можливих ігор, починаючи з 1970-х років і по сьогоднішній день.
Головним джерелом додавання нових даних є зусилля користувачів, на що і розраховували творці сайту при його розробці. Всі нові ігри та інші файли додаються на сайт користувачами і це дозволяє судити про популярність певних ігор і користь для гравців. MobyGames дозволяє користувачам завантажувати власні роботи, пов'язані з іграми: проходження ігор, чіти, підказки, фанфіки т. д.
Крім цієї інформації, користувачі можуть писати огляди з будь-якої розробленої гри. MobyGames поділяє і підтримує думку про те, що середня оцінка великої кількості користувачів є більш точною та об'єктивною, ніж середня оцінка кількох професійних журналістів.

## Історія
Вебсайт MobyGames був заснований 1 березня 1999 року Джимом Леонардом (англ. Jim Leonard), Брайаном Гертом (англ. Brian Hirt) і Девідом Берком (англ. David Berk), трьома шкільними друзями. У Леонарда була ідея обміну інформацією про відеоігри широкою аудиторією; ця ідея і була втілена на MobyGames. Девід Берк приєднався до команди засновників після 18 місяців з початку старту сайту, але все ж таки вважається одним із співзасновників.
Спочатку в базу даних MobyGames записувалися тільки ігри під DOS і Windows, оскільки засновники були знайомі саме з цими іграми. Однак 1 березня 2000 року сайт став підтримувати більше платформ, особливо таких як Sony PlayStation, яка на той час була вельми популярною. В кінці 2004 року була створена і направлена до засновників сайту онлайн-петиція, в якій користувачі просили додати на сайт ігри для платформи ZX Spectrum. Запит був виконаний, і на кінець 2005 року в базі даних MobyGames були наявні близько 1000 ігор для ZX Spectrum.
Пізніше була додана підтримка багатьох інших платформ, таких як MSX, Amstrad CPC, TRS-80, Palm OS, Windows Mobile, Java ME, Xbox 360 і Gizmondo. За словами Девіда Берка: «Буде додана підтримка нових платформ, якщо ми побачимо, що з ігор для цих платформ є достатньо інформації, а також є достатньо людей, котрі бажають приділяти свою увагу цих платформ».
У 2006 році Atari 8-bit, Commodore PET, комп'ютери Apple Macintosh, Channel F, Magnavox Odyssey, CD- i, Dragon 32/64, Magnavox Odyssey ², iPod, PlayStation 3 і Wii були додані як нові платформи. Платформ, таких як BBC Micro і SAM Coupé як і раніше немає в базі даних сайту.
Документації для Spectravideo і iPhone / iPod і веббраузерних ігор були додані в 2008 році.

## Нагороди
MobyGames номінувався на премію «Вебб» (англ. Webby) за «Найкращий ігровий сайт» у Міжнародній академії цифрових мистецтв і наук (англ. International Academy of Digital Arts and Sciences) 11 квітня 2006 року, проте не виграв цю премію.